# أعشى همدان
أعشى هَمْدَان (ت. 83 هـ) هو شاعر همداني يماني، لقب بشاعر اليمانيين في عصرة ومن شعراء العصر الأموي المقدَّمين.
هو أبو المصبح عبد الرحمن بن عبد الله بن الحارث بن نظام بن جشم بن عمرو بن مالك بن جشم الهمداني الكوفي، المعروف بأعشى همدان. وهو من قبيلة حاشِد الهَمْدانية القحطانية.
خرج على السلطة الاُموية مع عبد الرحمن بن محمد بن الأشعث سنة 82 هـ، أيام حكومة الحجاج بن يوسف الثقفي. كان من أشد المتحمسين لثورة ابن الأشعث، لكن الثورة فشلت، فأسر أعشى همدان وأمر الحجاج بضرب عنقه سنة 83 هـ.